# Koreanistik
Die Koreanistik (in Österreich: Koreanologie) ist eine Arealwissenschaft, deren Forschungsgegenstand Korea im weiteren Sinne bildet. Bedeutende Themenfelder sind die koreanische Sprache, Literatur, Kultur (auch Kunst oder Musik) und Geschichte. Zusammen mit der Sinologie und Japanologie zählt sie zum Bereich der Ostasienwissenschaften.
Als Begründer der westdeutschen Koreanistik gilt der Benediktinerpater Andre Eckardt, der jahrzehntelang in Korea als Missionar tätig war. Den ersten Lehrstuhl für Koreanistik in Deutschland hatte Helga Picht.

## Lehrstühle Koreanistik in Deutschland
Lehrstühle der Koreanistik gibt es in Deutschland an folgenden Hochschulen:
- Freie Universität Berlin (Webseite)
- Ruhr-Universität Bochum (Webseite)
- Rheinische Friedrich-Wilhelms-Universität (Bonn, Webseite)
- Universität Hamburg (Webseite)
- Eberhard-Karls-Universität Tübingen (Website)
- Johann Wolfgang Goethe-Universität Frankfurt am Main (Webseite)

## Lehrstuhl Koreanologie in Österreich
Das Studium der Koreanologie wird in Österreich an folgender Universität angeboten:
- Universität Wien (Webseite)